# Formica regina

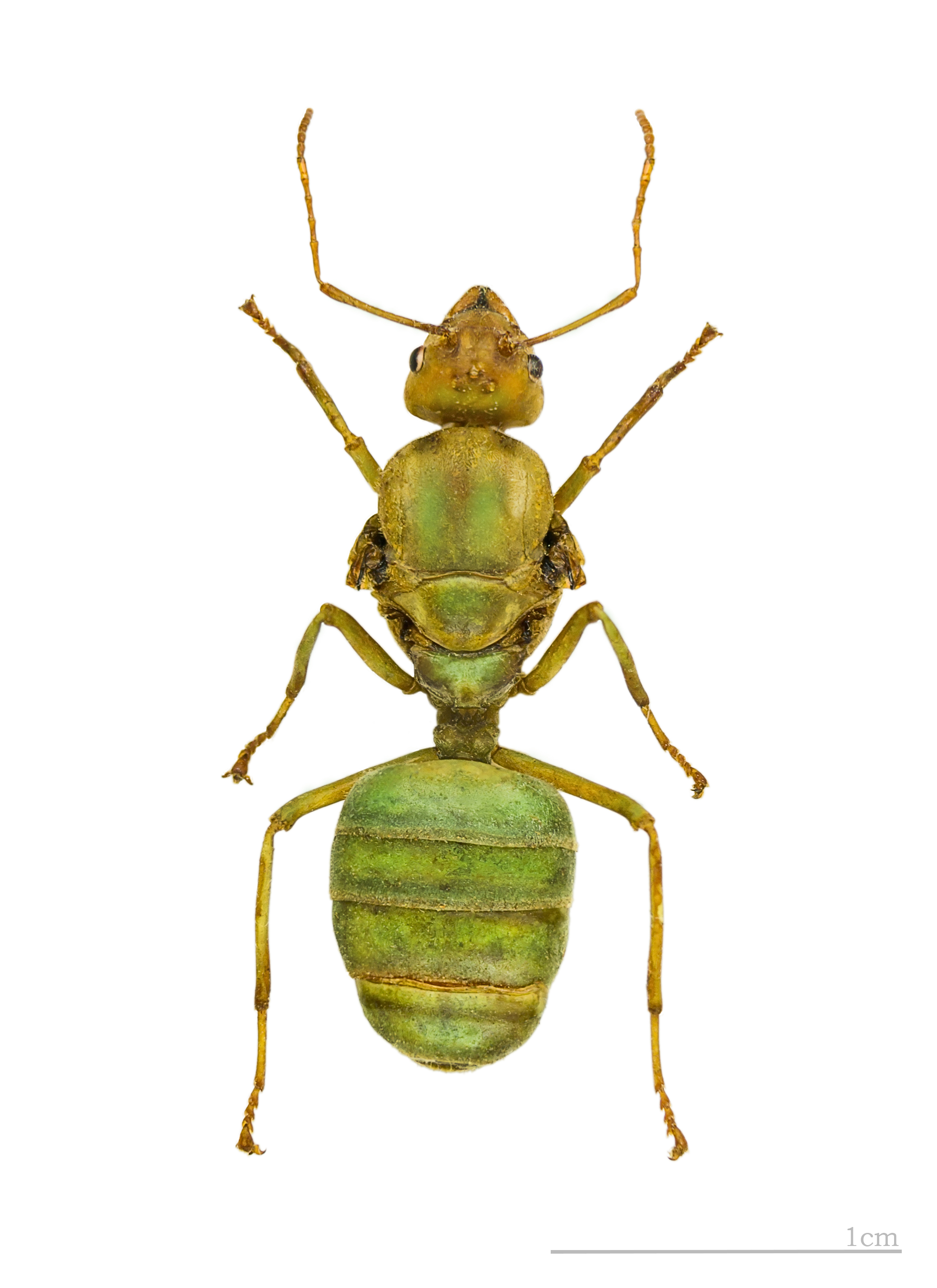
Oecophylla smaragdina regina

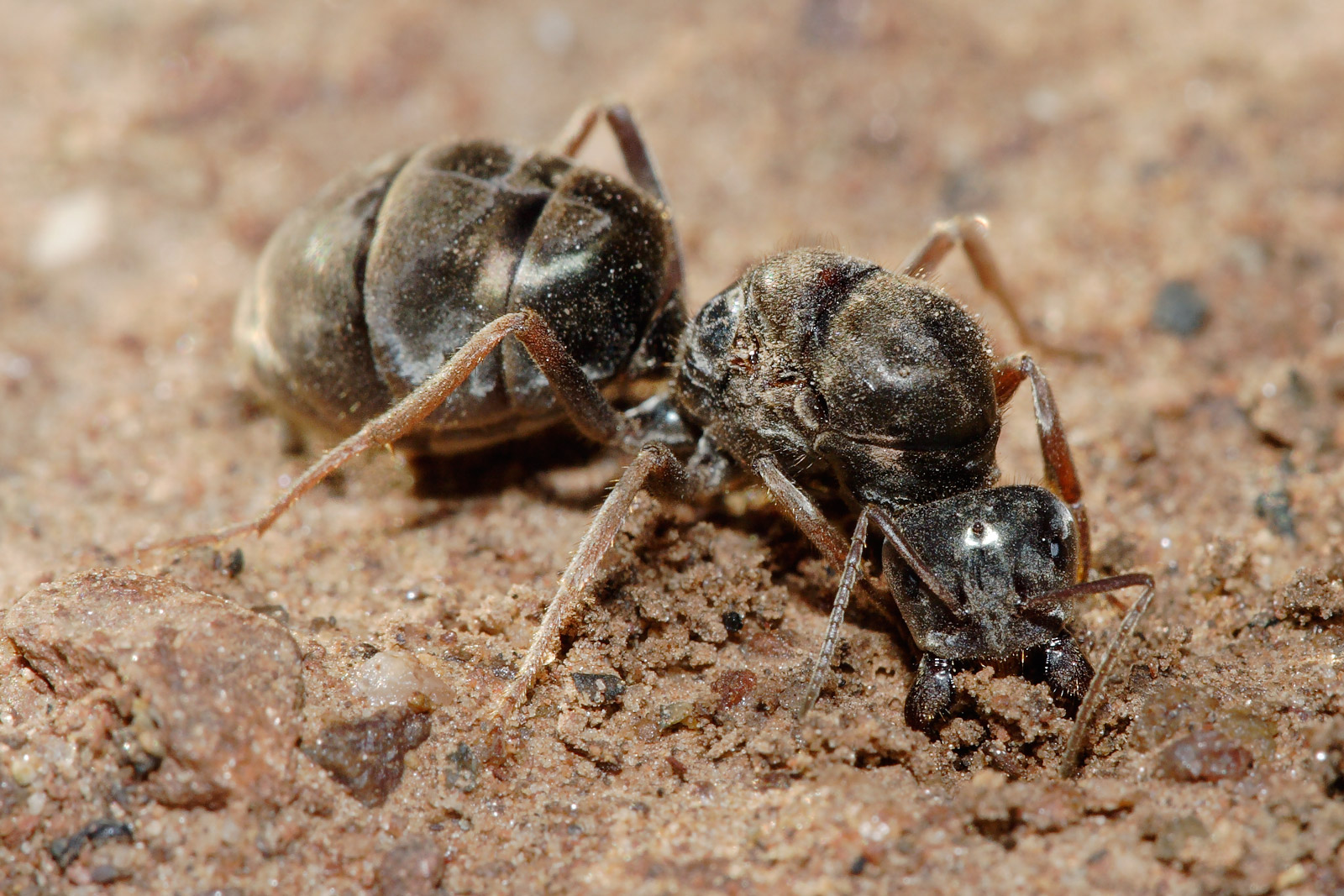
Una formica regina scava un buco per fondare un formicaio

Una formica regina è una formica di sesso femminile in grado di riprodursi. In molte specie, definite monoginiche, la regina è una, ed è l'unico individuo della colonia che ha il compito di deporre le uova. In altre specie, definite poliginiche, le uova sono deposte da più regine. Alcune formiche femmine non hanno bisogno di accoppiarsi per riprodursi, usando la riproduzione asessuata, la partenogenesi o la clonazione. In tutti e tre questi casi le figlie saranno tutte femmine. 
Durante il periodo delle sciamature (che a seconda della specie va dalla primavera all'autunno) gli individui sessuati (regine ancora alate e maschi) prendono il volo e si accoppiano. Le regine fecondate dunque si strappano le ali e cercano un luogo adatto per fondare una nuova colonia, ricominciando il ciclo.
Al momento della fondazione della colonia è possibile che più regine (anche di specie monoginiche) decidano di collaborare alla costituzione della colonia, un fenomeno chiamato pleometrosi: tutte le regine depongono le uova e se ne prendono cura indistintamente. Alla nascita delle prime operaie le regine inizieranno a combattere tra loro fino a che ne rimane solo una, che assumerà il ruolo di regina della colonia.

## Caratteristiche
In molte specie queste formiche si sviluppano da larve cibate in maniera particolare per diventare sessualmente mature. Le regine, in genere, sono più grandi delle altre formiche e il loro addome, che per gran parte è costituito da ovari, per effetto della fisogastria ha dimensioni superiori a quello delle altre. Le regine, inoltre, presentano ghiandole mandibolari più sviluppate, sono provviste di ali fino al volo nuziale e sono dotate di una borsa copulatrice nella quale raccolgono lo sperma di più esemplari di sesso maschile.